# Gisela Förschner
Gisela Förschner (* 1929 in Halle (Saale); † 8. Dezember 2021) war eine deutsche Numismatikerin.

## Leben
(Quelle: Münzenwoche 2012)
Sie war die Tochter des Münzhändlers Waldemar Wruck (1902–1971), der in Halle und Berlin tätig war. In ihrer Jugend half sie ihm bei der Arbeit. Sie studierte Klassische Archäologie in Kiel und Münster und wurde 1959 in Münster bei Max Wegner mit der Dissertation „Studien zu den Bildnissen des römischen Kaisers Vespasian“ promoviert. Noch während ihres Studiums heiratete sie den Juristen Edzard Förschner, der für eine Bank zunächst in Hamburg und dann in Frankfurt tätig war. Sie hatten zwei Kinder. Nach dem Tod ihres Mannes 1965 war sie von 1965 bis 1967 zunächst Volontärin am Historischen Museum Frankfurt. Von 1970 bis zu ihrem Ruhestand 1994 leitete sie das Münzkabinett des Museums. Aus dessen Beständen erstellte sie zahlreiche Sonderausstellungen und publizierte unter anderem 14 Bestandskataloge.
Von 1981 bis 1998 war sie Vorsitzende der Frankfurter Numismatischen Gesellschaft; anschließend wurde sie zur Ehrenvorsitzenden ernannt.

## Schriften (Auswahl)
- mit Franz Lerner: Frankfurter Geld vor 400 Jahren. Historisches Museum, Frankfurt am Main 1980.
- Glaspasten, geschnittene Steine, arabische Münzgewichte: Sammlungen des Münzkabinetts aus dem bürgerlichen Bildungsgut des 19. Jahrhunderts in Frankfurt am Main (= Kleine Schriften des Historischen Museums. 15). Gutenberg, Melsungen 1982.
- Goethe in der Medaillenkunst. Eine Ausstellung der Bestände des Münzkabinetts (= Kleine Schriften des Historischen Museums Frankfurt. 16). Gutenberg, Melsungen 1982, ISBN 3-87280-014-0.
- Die Münzen der Kelten. Ausstellung der Bestände des Münzkabinetts (= Kleine Schriften des Historischen Museums Frankfurt. 18). Gutenberg, Melsungen 1983, ISBN 3-87280-019-1.
- Mittelalter bis Neuzeit der münzenprägenden Stände. Historisches Museum Frankfurt am Main, Münzkabinett. Gutenberg, Melsungen 1984.
- Die Münzen der römischen Kaiser in Alexandrien. Die Bestände des Münzkabinetts.(= Kleine Schriften des Historischen Museums. 35). Historisches Museum, Frankfurt am Main 1987, ISBN 3-89282-001-5
- Frankfurter Krönungsmedaillen aus den Beständen des Münzkabinetts.  Historisches Museum,	Frankfurt am Main 1992, ISBN 3-89-282026-0